# Basílica de Santa Maria in Domnica
Santa Maria in Domnica, també coneguda com a Santa Maria alla Navicella, és una basílica de Roma. Es troba al cim del turó Celi, a l'actual Piazza della Navicella. És la seu del títol cardenalici de S. Mariae in Domnica , establert l'any 678 pel papa Agató.
L'església també es coneix com a Santa Maria in Navicella en relació amb un petit recipient de pedra, probablement un exvot, que es va trobar a l'interior i es va col·locar a la font del davant.

## Etimologia i història
L'atribut "in Domnica" ha estat objecte de diferents interpretacions. Una el deriva de dominicum, "del Senyor". Una altra fa referència al nom de Ciriaca, una dona que vivia a prop de l'església, i el nom de la qual hauria significat "pertanyent al Senyor". L'atribut alternatiu "alla navicella" fa referència a l'escultura romana d'un vaixell ja col•locada a l'antiguitat a la petita plaça davant de l'església, posteriorment perduda i refeta sota el papa Lleó X.
Una primera església es va construir aquí a l'antiguitat, prop de les casernes de la V cohort de les Vigiles de Roma. L'església s'esmenta a les actes del sínode del papa Símmac, l' any 499. El papa Pasqual I, el papat del qual va coincidir amb una època de renovació i esplendor artística que va involucrar Roma a principis del segle ix, va reconstruir la basílica entre el 818 i el 822 , dotant-la d'un notable aparell de mosaic.
La distribució interna, però, és el resultat de diverses restauracions realitzades entre els segles xvi i xix.

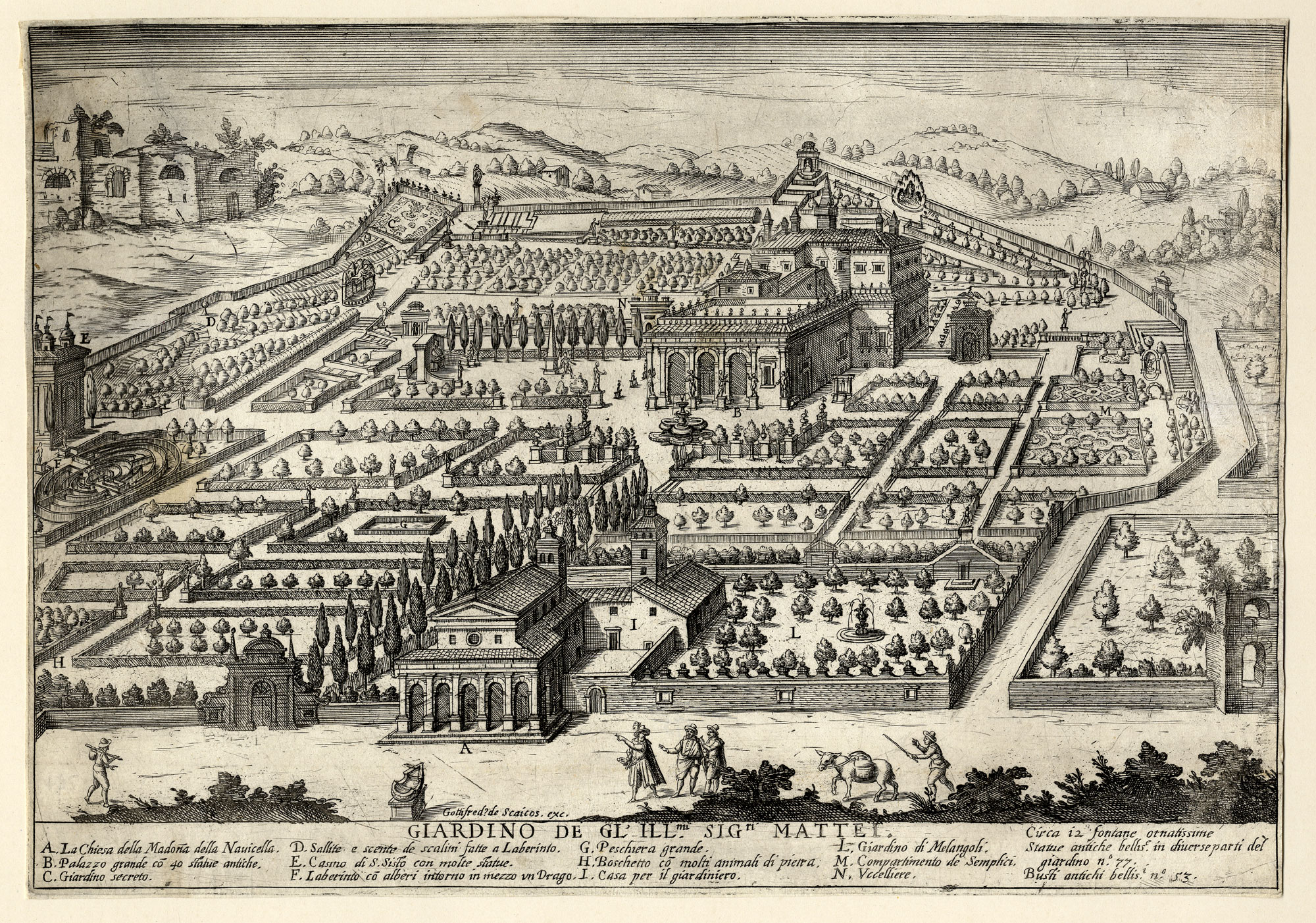
Vista del segle XVII

Les restauracions del segle xvi, que van donar a l'església el seu aspecte actual, la van vincular estretament a la família Mèdici, cardenals que van ser titulars de la basílica durant tot el segle:
- El primer propietari de la família (1492-1513) va ser Giovanni de Lorenzo de' Medici, el futur papa Lleó X, que a principis del segle xvi va confiar a Andrea Sansovino la construcció de la nova façana i la Fontana della Navicella que hi havia al davant;
- va seguir (1513-1517) Giulio de Giuliano de' Medici, el futur papa Climent VII.
- després d'unes dècades, el títol va tornar als Mèdici, amb Giovanni di Cosimo I de' Medici, nomenat cardenal als 17 anys, però que el va ocupar només dos anys (1560-1562), morint molt jove de tuberculosi;
- la diaconia va passar així (1565-1585) a Ferran, sisè fill de Cosme I de Mèdici i germà de l'anterior, creat cardenal als 14 anys i després, als 38, Gran Duc de Toscana. És el responsable de la creació del sostre de la basílica.

A finals del segle xix, sota la direcció tècnica de Busiri Vici i l'enginyer arquitecte Gaetano Bonoli, patrocinada pel cardenal cardenal Consolini i finançada per Propaganda Fide, es va dur a terme una restauració substancial, destinada a tractar les greus infiltracions d'humitat i reparar els danys, però també a reconstituir la unitat estilística interna de l'església (que havia estat tancada durant un temps) i restaurar el pòrtic. En aquesta ocasió també es va fabricar i instal·lar la porta, que encara es troba avui dia, i el 5 de març de 1882 l'església es va reobrir oficialment.
El 1958 Ildo Avetta va construir el confessionari semicircular sota l' absis , mentre que la disposició actual ( 2011 ) del presbiteri data del 1985.

## Descripció

### Exterior
La façana de la basílica, d'estil renaixentista, és obra d'Andrea Sansovino, que la va crear el 1513-1514. Per sobre del pòrtic airejat amb cinc arcs separats per pilastres de travertí, hi ha dues finestres, obertes després de la intervenció de Sansovino, als costats de la rosassa circular original.
Al timpà, els escuts de marbre d'Innocenci VIII (al centre) i dels cardenals Giovanni i Ferdinando de' Medici (als costats).
Al campanar, situat al costat dret, hi ha una campana molt antiga amb la data de 1288.

### Interior

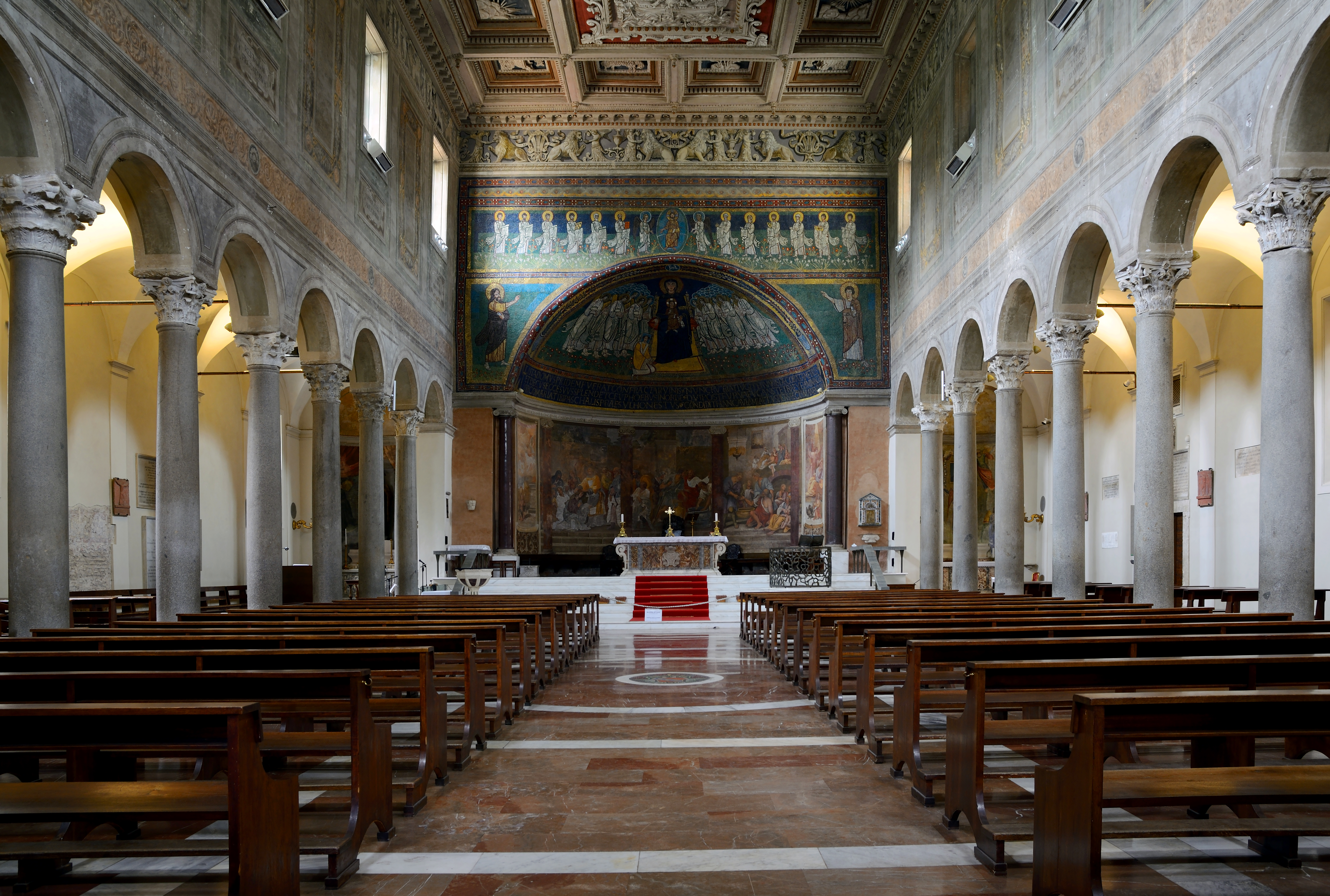
L'interior

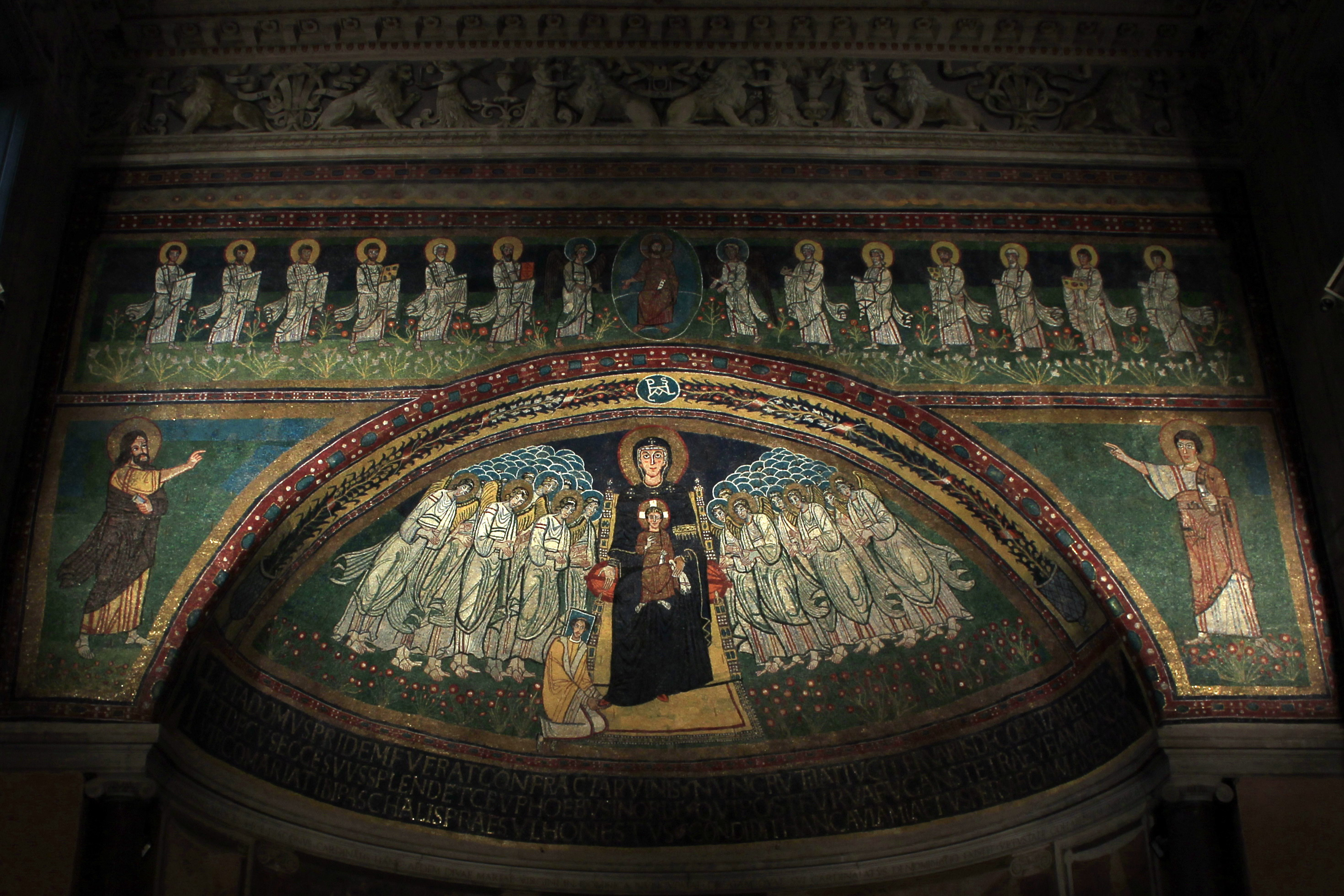
La conca i l'arc de l'absis

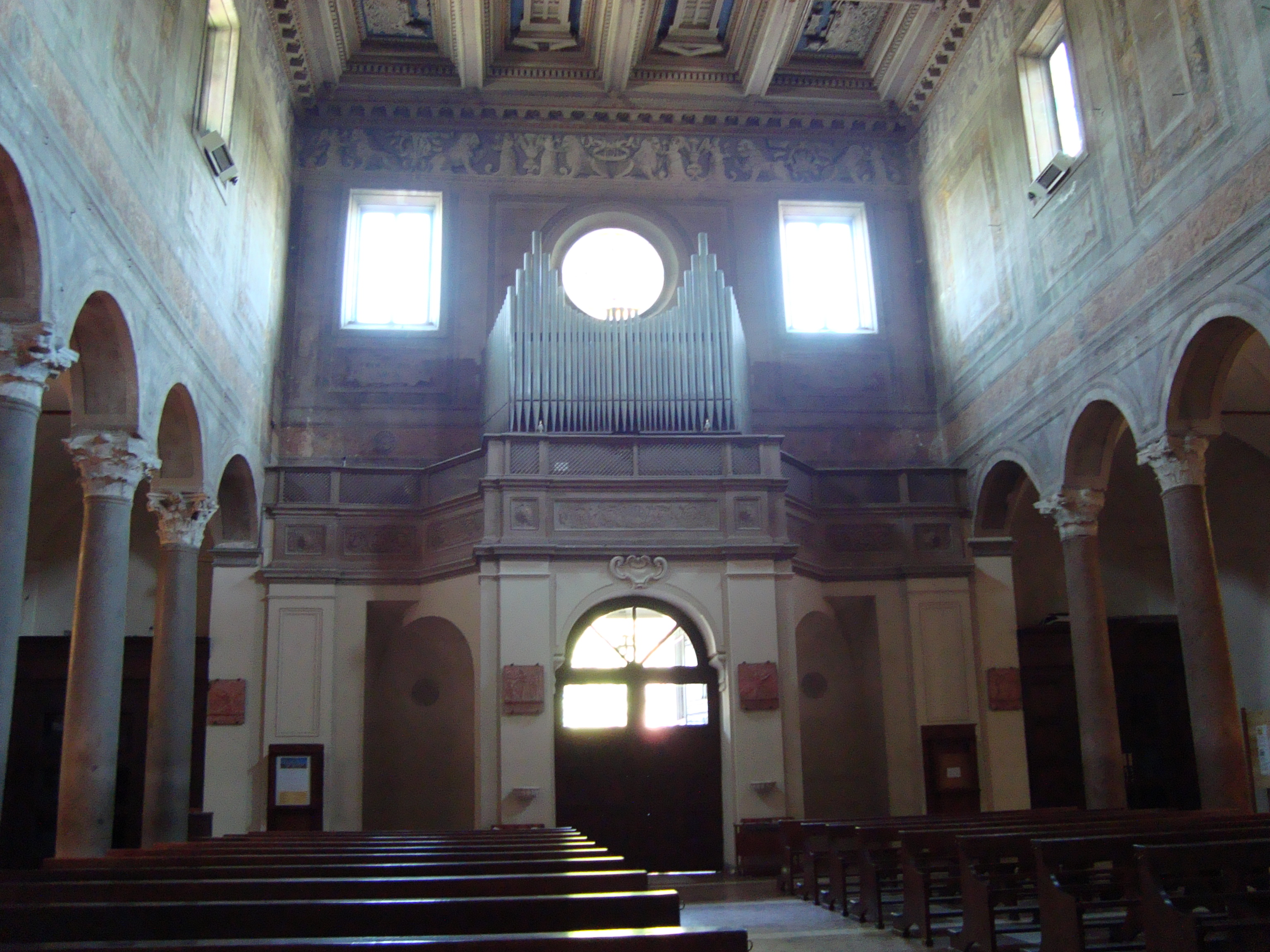
El cor amb l'orgue

L'interior, tot i que remodelat diverses vegades, encara conserva la planta basilical original del segle ix sense canvis , que consta de tres naus d'igual longitud separades entre si per dues files de nou columnes cadascuna, que acaben en tres absis, dels quals el més gran és el més gran.
La nau central, pintada al fresc a les parets per Lazzaro Baldi, conserva el sostre artesonat encarregat el 1566 per Ferran de Mèdici i repintat al segle xix. El sostre, que porta l'escut dels Mèdici al centre, presenta als altres dos panells principals la nau de Lleó X, representada com l'Arca de Noè i com un temple eucarístic.
Tant la conca de l'absis principal com l'arc absidal estan ricament decorats amb mosaics de l'època de Pasqual I (Papa del 817 al 824). El mosaic de l'absis representa la Mare de Déu entronitzada entre dues multituds d'àngels, un tema probablement extret d'una icona antiga. El papa Pasqual I, amb l'aureola blava quadrada típica dels éssers vius, està agenollat als peus de la Verge. Segons els cànons bizantins, les figures són estrictament bidimensionals, desproveïdes de qualsevol rastre naturalista, i tenen un valor simbòlic purament devocional.
A sobre de l'arc hi ha el Salvador entre dues files d'apòstols; més avall hi ha representats Moisès i Elies. A la cripta, a la qual s'accedeix a través del confessionari semicircular modern , hi ha sarcòfags antics.

### L'orgue de tubs
Sobre la cantòria , a la contrafaçana, que data del 1930 , hi ha un orgue de tubs construït per Natale Balbiani el 1910 per a la capella de l'Hospital Militar del Celio i traslladat a la basílica vint anys més tard sota la supervisió de l'orguener Angelo Migliorini , que va afegir els registres Principale Forte de 8' i Flauta de 8' . L'instrument va ser restaurat i revisat el maig de 2011 per Daniel Joseph Taccini sota la tutela de la Superintendència del Patrimoni Cultural de Roma. L'orgue, amb transmissió pneumàtica-tubular , té un únic teclat de 58 notes i un pedaler recte de 27 notes , i tots els seus tubs estan continguts en una caixa d'expressió (els externs no toquen).

## El títol cardenalici
La diaconia de Santa Maria in Domnica (llatí: Diaconia Sanctæ Mariæ in Domnica) es troba a la Segona Regió de Roma (Augustea). Cap al 678, el papa Agató el va assignar a un dels set diaques. El nom "a Domnica" sembla ser la traducció llatina de la paraula grega Kyriaka. L'església que porta aquest títol va ser construïda prop del campament de la V cohort de les "Vigiles" de Roma, al lloc on Sant Ciriac va donar hospitalitat als cristians perseguits.
Va ser reconstruïda pel papa Pasqual I i va conservar el títol d'ardiaconat fins que el papa Gregori VII va abolir aquesta dignitat. Durant el pontificat del papa Benet XIII, la diaconat va ser elevada a títol presbiteral, però més tard va ser degradada de nou a diaconat.

### Titulars
- Frederic Gozzelon de Lorraine, O.S.B.Cas. (1049 - 2 d'agost de 1057 elegit papa amb el nom de Esteve IX)
- Ildebrando de Soana, O.S.B.Clun. (6 de març de 1059 - 22 d'abril de 1073 elegit papa amb el nom de Gregori VII)
- Giovanni de Subiaco, O.S.B. (vers 1073 - 2 de maig de 1121 mort)[4]
- Crescenzio (vers 1112 - 1120)
- Stefano (1120 - 1122)
- Angelo (1122 - 1130)
- Gerardo (1134 - 1145 ? mort)
- Simeone Borelli, O.S.B.Cas. (1158 - vers 1184 mort)
- Benedetto (de desembre de 1200 - 1201 nomenat cardenal prevere de Santa Susanna)
- Roger (vers 1202 - de març de 1206 nomenat cardenal prevere de Sant'Anastasia)
  - Vacante (1206-1383)
- Tommaso Orsini dei Conti de Manupello (1383 - 10 de juliol de 1390 mort)
  - Vacante (1390-1417)
- Pietro Morosini (1417 - 11 d'agost de 1424 mort)
  - Vacante (1424-1473)
- Pedro González de Mendoza, títol pro illa vice (17 de maig de 1473 - 6 de juliol de 1478 nomenat cardenal prevere de Santa Croce in Gerusalemme)
  - Vacante (1478-1482)
- Ferry de Clugny, in commendam (març de 1482 - 7 d'octubre de 1483 mort)
- Giovanni Battista Orsini (15 de novembre de 1483 - 23 de març de 1489 nomenat cardenal prevere de Santa Maria Nuova)
  - Vacante (1489-1492)
- Giovanni de' Medici (26 de març de 1492 - 9 de març de 1513 elegit papa amb el nom de Lleó X)
- Giulio de' Medici (29 de setembre de 1513 - 26 de juny de 1517 nomenat cardenal prevere de San Clemente)
- Innocenzo Cybo (26 de juny de 1517 - 28 de febrer de 1550 nomenat cardenal diaca de Santa Maria in Via Lata)
- Niccolò Gaddi (28 de febrer de 1550 - 27 de juny de 1550 nomenat cardenal diaca de Santa Maria in Via Lata)
- Andrea Cornaro (27 de juny de 1550 - 30 de gener de 1551 mort)
  - Vacante (1551-1555)
- Roberto de' Nobili (6 de febrer de 1555 - 18 de gener de 1559 mort)
- Alfonso Carafa (6 de març de 1559 - 26 d'abril de 1560 nomenat cardenal prevere dei Santi Giovanni e Paolo)
- Giovanni de' Medici iuniore (26 d'abril de 1560 - 20 de novembre de 1562 mort)
  - Vacante (1562-1565)
- Ferdinando de' Medici (15 de maig de 1565 - 10 de maig de 1585 nomenat cardenal diaca de Sant'Eustachio)
- Charles II de Lorraine de Vaudémont (24 de juny de 1585 - 20 d'abril de 1587 nomenat cardenal prevere della Santissima Trinità al Monte Pincio)
- Federico Borromeo (15 de gener de 1588 - 9 de gener de 1589 nomenat cardenal diaca dei Santi Cosma e Damiano)
- Francesco Maria Bourbon del Monte Santa Maria (9 de gener de 1589 - 5 d'abril de 1591 nomenat cardenal prevere dei Santi Quirico e Giulitta)
- Flaminio Piatti (5 d'abril de 1591 - 9 de març de 1592 nomenat cardenal diaca dei Santi Cosma e Damiano)
  - Vacante (1592-1596)
- Andrea Baroni Peretti Montalto (21 de juny de 1596 - 15 de març de 1600 nomenat cardenal diaca de Sant'Angelo in Pescheria)
  - Vacante (1600-1610)
- Ferdinando Gonzaga (15 de febrer de 1610 - 19 de novembre de 1612 nomenat cardenal diaca de Santa Maria in Portico)
  - Vacante (1612-1616)
- Carlo de' Medici (18 de maig de 1616 - 2 d'octubre de 1623 nomenat cardenal diaca de San Nicola in Carcere)
  - Vacante (1623-1627)
- Alessandro Cesarini (6 d'octubre de 1627 - 6 de setembre de 1632 nomenat cardenal diaca dei Santi Cosma e Damiano)
  - Vacante (1632-1644)
- Camillo Francesco Maria Pamphili (12 de desembre de 1644 - 21 de gener de 1647 renuncià)
- Lorenzo Raggi (16 de desembre de 1647 - 21 de juliol de 1653 nomenat cardenal diaca de Sant'Angelo in Pescheria)
- Carlo Pio de Savoia iuniore (23 de març de 1654 - 11 de febrer de 1664 nomenat cardenal diaca de Sant'Eustachio)
  - Vacante (1664-1668)
- Sigismondo Chigi (1668 - 19 de maig de 1670 nomenat cardenal diaca de San Giorgio in Velabro)
- Camillo Massimo (23 de febrer de 1671 - 30 de gener de 1673 nomenat cardenal prevere de Sant'Eusebio)
- Pietro Basadonna (15 de gener de 1674 - 6 d'octubre de 1684 mort)
  - Vacante (1684-1687)
- Francesco Maria de' Medici (9 de juliol de 1687 - 19 de juny de 1709 renuncià)
  - Vacante (1709-1712)
- Curzio Origo (21 de novembre de 1712 - 1 de juliol de 1716 nomenat cardenal diaca de Sant'Eustachio)
  - Vacante (1716-1725)
- Niccolò Coscia, títol pro illa vice (23 de juliol de 1725 - 8 de febrer de 1755 mort)
  - Vacante (1755-1803)
- Giovanni Castiglione (28 de març de 1803 - 9 de gener de 1815 mort)
  - Vacante (1815-1823)
- Tommaso Riario Sforza (17 de novembre de 1823 - 19 de desembre de 1834); in commendam (19 de desembre de 1834 - 13 de maig de 1837 nomenat cardenal diaca de Santa Maria in Via Lata)
  - Vacante (1837-1842)
- Francesco Saverio Massimo (27 de gener de 1842 - 11 de gener de 1848 mort)
- Roberto Giovanni F. Roberti (3 d'octubre de 1850 - 16 de març de 1863 nomenat cardenal diaca de Santa Maria ad Martyres)
  - Vacante (1863-1866)
- Domenico Consolini (25 de juny de 1866 - 20 de desembre de 1884 mort)
  - Vacante (1884-1887)
- Agostino Bausa, O.P. (26 de maig de 1887 - 14 de febrer de 1889 nomenat cardenal prevere de Santa Sabina)
  - Vacante (1889-1901)
- Luigi Tripepi (18 d'abril de 1901 - 29 de desembre de 1906 mort)
  - Vacante (1906-1911)
- Basilio Pompilj (30 de novembre de 1911 - 28 de maig de 1914 nomenat cardenal prevere de Santa Maria in Ara Coeli)
- Scipione Tecchi (28 de maig de 1914 - 22 de gener de 1915 mort)
- Nicolò Marini (7 de desembre de 1916 - 27 de juliol de 1923 mort)
  - Vacante (1923-1935)
- Camillo Caccia Dominioni (19 de desembre de 1935 - 12 de novembre de 1946 mort)
- Alfredo Ottaviani (15 de gener de 1953 - 26 de juny de 1967); títol pro illa vice (26 de juny de 1967 - 3 d'agost de 1979 mort)
- Henri de Lubac, S.I. (2 de febrer de 1983 - 4 de setembre de 1991 mort)
- Luigi Poggi (26 de novembre de 1994 - 24 de febrer de 2005 nomenat cardenal prevere de San Lorenzo in Lucina)
- William Joseph Levada (24 de març de 2006 - 20 de juny de 2016); títol pro illa vice (20 de juny de 2016 - 25 de setembre de 2019 mort)
- Marcello Semeraro, des del 28 de novembre de 2020